# Third Eye Blind

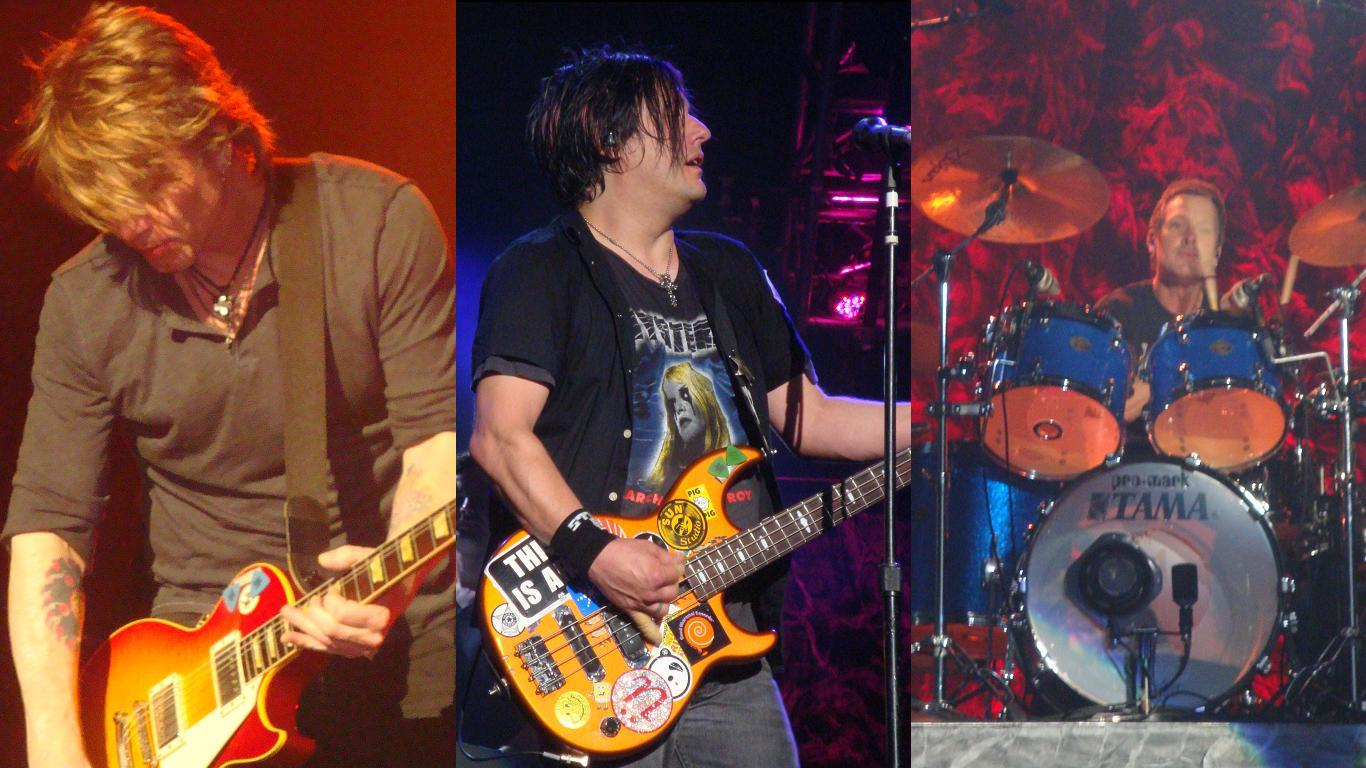
Goo Goo Dolls

Third Eye Blind este o formație americană de rock alternativ din San Francisco, înființată în 1993. Din formație fac parte chitaristul și solistul Stephan Jenkins, Kryz Reid, basistul Alex LeCavalier, Alex Kopp (clape) și toboșarul Brad Hargreaves.<

## Discografie
- Third Eye Blind (1997)
- Blue (1999)
- Out of the Vein (2003)
- Ursa Major (2009)